# Nomada krombeini
Nomada krombeini là một loài Hymenoptera trong họ Apidae. Loài này được Schwarz mô tả khoa học năm 1966.